# 金阿瑟帕克 (蒙大拿州)
金阿瑟帕克（英語：King Arthur Park）是位於美國蒙大拿州加拉廷縣的普查規定居民點。

## 人口
根據2020年美國人口普查的數據，金阿瑟帕克的面積為1.21平方千米，當中陸地面積為1.20平方千米，而水域面積為0.01平方千米。當地共有人口1549人，而人口密度為每平方千米1,280.17人。